# Gladiolus pusillus
Gladiolus pusillus är en irisväxtart som beskrevs av Peter Goldblatt. Gladiolus pusillus ingår i släktet sabelliljor, och familjen irisväxter. Inga underarter finns listade i Catalogue of Life.